# We Just Disagree
«We Just Disagree» es una canción interpretada por el músico británico Dave Mason. Fue publicada el 28 de octubre de 1977 como el segundo sencillo de su séptimo álbum de estudio Let It Flow.

## Posicionamiento
| Gráfica (1977)                                | Pico de posición |
| --------------------------------------------- | ---------------- |
| Canadá (RPM Top Singles)                      | 14               |
| Canadá (RPM Adult Contemporary)               | 10               |
| Estados Unidos (Billboard Hot 100)            | 12               |
| Estados Unidos (Billboard Adult Contemporary) | 19               |
| Estados Unidos (Cashbox Top 100)              | 15               |

## Otras versiones
El músico estadounidense Bob Dylan hizo una versión de la canción en su gira de otoño de 1980. Un ensayo de la canción fue lanzado en la edición de lujo de Springtime in New York.